# Laminafroneta
Laminafroneta es un género de arañas araneomorfas de la familia Linyphiidae. Se encuentra en África subsahariana. 

## Lista de especies
Según The World Spider Catalog 12.0:
- Laminafroneta bidentata (Holm, 1968)
- Laminafroneta brevistyla (Holm, 1968)
- Laminafroneta locketi (Merrett & Russell-Smith, 1996)